# Грб Пантелеја
Пантелеј је усвојио нехералдички амблем 9. августа 2005. године.
Подлогу грба чини државна тробојка, а у подножју звоника су три листа винове лозе као знак виноградарства по коме је општина позната. Симболичну везу са градом представља круна и круниште нишке тврђаве.